# Jovens do Prenda
Os Jovens do Prenda são um grupo-orquestra angolano, surgido em 1968 no bairro do Prenda em Luanda e foi um dos primeiros grupos angolanos a ter reconhecimento internacional.

## Origens
Os Jovens do Prenda, surgem em 1968, com a designação Jovens do Catambor, passando ainda nesse mesmo ano a chamarem-se Jovens da Maianga e, finalmente em 1969, passam a ter a designação actua.
O nome surge a conselho de Manguxi, um empresário do Sambizanga que era proprietário do Salão Braguês e alugava aparelhagens, que lhes disse que “O certo é denominar o grupo com o nome do bairro de onde vocês são provenientes”, dai o nome Os Jovens do Prenda, já que o grupo era originário deste histórico de bairro Luanda.
A formação de Os Jovens do Catambor já possuía um leque impressionante de músicos, onde se destacavam nomes como Manuelito Maventa, (viola solo), Zeca Kaquarta, (tambor), Napoleão, (puíta) e Juca, (dicanza). José Keno, o guitarrista emblemático dos Jovens do Prenda, entrou para o grupo, vindo dos Sembas, com a sua entrada, fica completa, em 1969, a primeira formação de Os Jovens do Prenda, com José Keno (viola solo), Zé Gama (baixo), Luís Neto (voz), Kangongo (tambor baixo) e Chico Montenegro (tambor solo).
Uma das aspectos que caracterizava o grupo, era a característica peculiar do seu andamento rítmico. Os Jovens do Prenda têm uma sonoridade exclusiva, obtida pela fusão de ritmos locais com forte influência de um importante músico que fez história na música popular do Congo Democrático, o guitarrista Dr. Nicó. Tendo passado pelo grupo grandes guitarristas que acentuaram o seu sou, como Mingo, Alfredo Henrique, Diogo Sebastião e Quintino, o último ainda em vida.
O grupo tem sofrido, muitas cisões e abandonos, levando a que Luís Neto, um dos elementos do grupo, afirmasse: “As pessoas nascem e crescem e cada um vai para onde mais lhe agrada. Os Jovens do Prenda não são só música, é uma verdadeira escola…”.

## Renascimento
Após um período de ausência (1974 a 1981), os Jovens do Prenda, voltam a aparecer no panorama musical angolano, gravando o seu primeiro álbum sobre a designação, "Música de Angola, Jovens do Prenda", posteriormente reeditado como "Mutidi". Foi um disco em que participaram Zé Keno (viola solo e voz), Alfredo Henrique (viola ritmo), Carlos Timóteo (baixo), Avelino Mambo (bateria), Zecax (voz), Massy (saxofone), Fausto (trompete), Verrynácio (tumbas), Chico Montenegro (bongós e voz), Luís Neto (Dikanza) e Gaby Monteiro (percussão e voz).
O segundo álbum "Samba-Samba" é lançado em 1992, levando posteriormente à saída de um dos seus músicos mais emblemáticos, Gaby Monteiro, passando o grupo a ter na formação, Manuel Prudente Ramos Neto "Joca", (viola solo), Carlos Timóteo "Calily", (baixo), Zé Luís (viola ritmo), Charles Mbuia (contra solo), Manuel Vicente (tumbas), Patrício Smoke (bateria), Luís Neto e Chico Montenegro (vozes), Conceição Alves Alberto (trompete) e Luís Massy (saxofone).
O grupo sofreu posteriormente imensas remodelações, mas tem-se sempre mantido activo até à actualidade, tendo lançado recentemente um novo álbum.

## Discografia
- Vários Singles na década de 1970.
- Mutidi, (1982, IEFE, Discos, Intercontinental Fonográfica, Lda)
- Samba-Samba, (1992, Endipu-UEE, Empresa Nacional do Disco e Publicações)
- Kudicola Kwetu, (2003)
- Iweza, (2010)